# ブラック計画
ブラック計画 (英語 : War Plan Black) とは、アメリカ合衆国のカラーコード戦争計画の一つで、第一次世界大戦中ドイツ帝国がフランスを陥落させてカリブ海にあるフランスの領土を奪い取り、アメリカ東海岸を攻撃し始めてしまうかもしれないという不測の事態に対処する為に20世紀初頭にアメリカ軍が策定した戦争計画である。
地政学上、"アメリカの裏庭"であるカリブ海沿岸地域は謂わばアメリカにとっては自衛の為絶対に死守するべき生命線であった。アメリカはカリブ海に機雷を仕掛けようとし、ドイツが本土を攻め落とす為の拠点を築きあげるであろう場所を偵察した。アメリカの主要艦隊をニューイングランドに集結させるが故、計画は1916年に見直されニューイングランドで本土をドイツ軍から防衛するようにした。
しかしドイツの敗戦により、この計画は重要性を無くした。